# 5263 Arrius
Az 5263 Arrius (ideiglenes jelöléssel 1991 GY9) a Naprendszer kisbolygóövében található aszteroida. Steel D. I. fedezte fel 1991. április 13-án.